# 塞韦里亚努博士镇
塞韦里亚努博士镇（葡萄牙語：Doutor Severiano）是巴西北大河州的一个市镇。总面积108.277平方公里，总人口6629人，人口密度61.2人/平方公里。